# Olševa
Olševa (nemško Olschewa) je grebenska gora v vzhodnih Mežiško-Solčavskih Karavankah ob meji z Avstrijo. Njen greben je nekdaj ločeval zgodovinski pokrajini Koroško in Štajersko. Poleg glavnega vrha, 1929 metrov visoke Govce, so v 5 km dolgem enakomerno razpotegnjenem grebenu še vrhovi Obel kamen na zahodnem robu, ter Gladki vrh in Lepi vrh, slednji leži na vzhodnem robu grebena Olševe. Približno 200 m pod vrhom Oblega kamna se nahaja kamenodobno arheološko najdišče Potočka zijalka. Jugozahodno od Olševe je na nadmorski višini 1115 m izvir z železom bogate vode.
Na najvišji vrh Olševe vodi preko zahodnega oziroma vzhodnega grebena več poti z izhodiščema v Solčavi (mimo Podolševe, južni pristopi z zahodno, srednjo in vzhodno varianto) in Železni Kapli (mimo cerkvice sv. Lenarta ali Šmarjete, severozahodna pristopa). Vzhodni pristop iz smeri Koče v Grohotu pod Raduho čez prelaz Spodnje Sleme (1084 m n. v.) je tudi del razširjene Slovenske planinske poti.